# 1455
Portal Geschichte | Portal Biografien | Aktuelle Ereignisse | Jahreskalender | Tagesartikel

◄ |
14. Jahrhundert |
15. Jahrhundert
| 16. Jahrhundert | ►

◄ |
1420er |
1430er |
1440er |
1450er
| 1460er | 1470er | 1480er | ►

◄◄ |
◄ |
1451 |
1452 |
1453 |
1454 |
1455
| 1456 | 1457 | 1458 | 1459 | ► | ►►
Staatsoberhäupter  · Nekrolog
| Januar | Januar | Januar | Januar | Januar | Januar | Januar | Januar |
| Kw     | Mo     | Di     | Mi     | Do     | Fr     | Sa     | So     |
| ------ | ------ | ------ | ------ | ------ | ------ | ------ | ------ |
| 1      |        |        | 1      | 2      | 3      | 4      | 5      |
| 2      | 6      | 7      | 8      | 9      | 10     | 11     | 12     |
| 3      | 13     | 14     | 15     | 16     | 17     | 18     | 19     |
| 4      | 20     | 21     | 22     | 23     | 24     | 25     | 26     |
| 5      | 27     | 28     | 29     | 30     | 31     |        |        |

| Februar | Februar | Februar | Februar | Februar | Februar | Februar | Februar |
| Kw      | Mo      | Di      | Mi      | Do      | Fr      | Sa      | So      |
| ------- | ------- | ------- | ------- | ------- | ------- | ------- | ------- |
| 5       |         |         |         |         |         | 1       | 2       |
| 6       | 3       | 4       | 5       | 6       | 7       | 8       | 9       |
| 7       | 10      | 11      | 12      | 13      | 14      | 15      | 16      |
| 8       | 17      | 18      | 19      | 20      | 21      | 22      | 23      |
| 9       | 24      | 25      | 26      | 27      | 28      |         |         |

| März | März | März | März | März | März | März | März |
| Kw   | Mo   | Di   | Mi   | Do   | Fr   | Sa   | So   |
| ---- | ---- | ---- | ---- | ---- | ---- | ---- | ---- |
| 9    |      |      |      |      |      | 1    | 2    |
| 10   | 3    | 4    | 5    | 6    | 7    | 8    | 9    |
| 11   | 10   | 11   | 12   | 13   | 14   | 15   | 16   |
| 12   | 17   | 18   | 19   | 20   | 21   | 22   | 23   |
| 1    | 24   | 25   | 26   | 27   | 28   | 29   | 30   |
| 14   | 31   |      |      |      |      |      |      |

| April | April | April | April | April | April | April | April |
| Kw    | Mo    | Di    | Mi    | Do    | Fr    | Sa    | So    |
| ----- | ----- | ----- | ----- | ----- | ----- | ----- | ----- |
| 14    |       | 1     | 2     | 3     | 4     | 5     | 6     |
| 15    | 7     | 8     | 9     | 10    | 11    | 12    | 13    |
| 16    | 14    | 15    | 16    | 17    | 18    | 19    | 20    |
| 17    | 21    | 22    | 23    | 24    | 25    | 26    | 27    |
| 18    | 28    | 29    | 30    |       |       |       |       |

| Mai | Mai | Mai | Mai | Mai | Mai | Mai | Mai |
| Kw  | Mo  | Di  | Mi  | Do  | Fr  | Sa  | So  |
| --- | --- | --- | --- | --- | --- | --- | --- |
| 18  |     |     |     | 1   | 2   | 3   | 4   |
| 19  | 5   | 6   | 7   | 8   | 9   | 10  | 11  |
| 20  | 12  | 13  | 14  | 15  | 16  | 17  | 18  |
| 21  | 19  | 20  | 21  | 22  | 23  | 24  | 25  |
| 22  | 26  | 27  | 28  | 29  | 30  | 31  |     |

| Juni | Juni | Juni | Juni | Juni | Juni | Juni | Juni |
| Kw   | Mo   | Di   | Mi   | Do   | Fr   | Sa   | So   |
| ---- | ---- | ---- | ---- | ---- | ---- | ---- | ---- |
| 22   |      |      |      |      |      |      | 1    |
| 23   | 2    | 3    | 4    | 5    | 6    | 7    | 8    |
| 24   | 9    | 10   | 11   | 12   | 13   | 14   | 15   |
| 25   | 16   | 17   | 18   | 19   | 20   | 21   | 22   |
| 26   | 23   | 24   | 25   | 26   | 27   | 28   | 29   |
| 27   | 30   |      |      |      |      |      |      |

| Juli | Juli | Juli | Juli | Juli | Juli | Juli | Juli |
| Kw   | Mo   | Di   | Mi   | Do   | Fr   | Sa   | So   |
| ---- | ---- | ---- | ---- | ---- | ---- | ---- | ---- |
| 27   |      | 1    | 2    | 3    | 4    | 5    | 6    |
| 2    | 7    | 8    | 9    | 10   | 11   | 12   | 13   |
| 29   | 14   | 15   | 16   | 17   | 18   | 19   | 20   |
| 30   | 21   | 22   | 23   | 24   | 25   | 26   | 27   |
| 31   | 28   | 29   | 30   | 31   |      |      |      |

| August | August | August | August | August | August | August | August |
| Kw     | Mo     | Di     | Mi     | Do     | Fr     | Sa     | So     |
| ------ | ------ | ------ | ------ | ------ | ------ | ------ | ------ |
| 31     |        |        |        |        | 1      | 2      | 3      |
| 32     | 4      | 5      | 6      | 7      | 8      | 9      | 10     |
| 33     | 11     | 12     | 13     | 14     | 15     | 16     | 17     |
| 34     | 18     | 19     | 20     | 21     | 22     | 23     | 24     |
| 35     | 25     | 26     | 27     | 28     | 29     | 30     | 31     |

| September | September | September | September | September | September | September | September |
| Kw        | Mo        | Di        | Mi        | Do        | Fr        | Sa        | So        |
| --------- | --------- | --------- | --------- | --------- | --------- | --------- | --------- |
| 36        | 1         | 2         | 3         | 4         | 5         | 6         | 7         |
| 37        | 8         | 9         | 10        | 11        | 12        | 13        | 14        |
| 38        | 15        | 16        | 17        | 18        | 19        | 20        | 21        |
| 39        | 22        | 23        | 24        | 25        | 26        | 27        | 28        |
| 40        | 29        | 30        |           |           |           |           |           |

| Oktober | Oktober | Oktober | Oktober | Oktober | Oktober | Oktober | Oktober |
| Kw      | Mo      | Di      | Mi      | Do      | Fr      | Sa      | So      |
| ------- | ------- | ------- | ------- | ------- | ------- | ------- | ------- |
| 40      |         |         | 1       | 2       | 3       | 4       | 5       |
| 41      | 6       | 7       | 8       | 9       | 10      | 11      | 12      |
| 42      | 13      | 14      | 15      | 16      | 17      | 18      | 19      |
| 43      | 20      | 21      | 22      | 23      | 24      | 25      | 26      |
| 44      | 27      | 28      | 29      | 30      | 31      |         |         |

| November | November | November | November | November | November | November | November |
| Kw       | Mo       | Di       | Mi       | Do       | Fr       | Sa       | So       |
| -------- | -------- | -------- | -------- | -------- | -------- | -------- | -------- |
| 44       |          |          |          |          |          | 1        | 2        |
| 45       | 3        | 4        | 5        | 6        | 7        | 8        | 9        |
| 46       | 10       | 11       | 12       | 13       | 14       | 15       | 16       |
| 47       | 17       | 18       | 19       | 20       | 21       | 22       | 23       |
| 48       | 24       | 25       | 26       | 27       | 28       | 29       | 30       |

| Dezember | Dezember | Dezember | Dezember | Dezember | Dezember | Dezember | Dezember |
| Kw       | Mo       | Di       | Mi       | Do       | Fr       | Sa       | So       |
| -------- | -------- | -------- | -------- | -------- | -------- | -------- | -------- |
| 49       | 1        | 2        | 3        | 4        | 5        | 6        | 7        |
| 50       | 8        | 9        | 10       | 11       | 12       | 13       | 14       |
| 51       | 15       | 16       | 17       | 18       | 19       | 20       | 21       |
| 52       | 22       | 23       | 24       | 25       | 26       | 27       | 28       |
| 1        | 29       | 30       | 31       |          |          |          |          |

| Januar | Januar | Januar | Januar | Januar | Januar | Januar | Januar |
| Kw     | Mo     | Di     | Mi     | Do     | Fr     | Sa     | So     |
| ------ | ------ | ------ | ------ | ------ | ------ | ------ | ------ |
| 1      |        |        | 1      | 2      | 3      | 4      | 5      |
| 2      | 6      | 7      | 8      | 9      | 10     | 11     | 12     |
| 3      | 13     | 14     | 15     | 16     | 17     | 18     | 19     |
| 4      | 20     | 21     | 22     | 23     | 24     | 25     | 26     |
| 5      | 27     | 28     | 29     | 30     | 31     |        |        |

| Februar | Februar | Februar | Februar | Februar | Februar | Februar | Februar |
| Kw      | Mo      | Di      | Mi      | Do      | Fr      | Sa      | So      |
| ------- | ------- | ------- | ------- | ------- | ------- | ------- | ------- |
| 5       |         |         |         |         |         | 1       | 2       |
| 6       | 3       | 4       | 5       | 6       | 7       | 8       | 9       |
| 7       | 10      | 11      | 12      | 13      | 14      | 15      | 16      |
| 8       | 17      | 18      | 19      | 20      | 21      | 22      | 23      |
| 9       | 24      | 25      | 26      | 27      | 28      |         |         |

| März | März | März | März | März | März | März | März |
| Kw   | Mo   | Di   | Mi   | Do   | Fr   | Sa   | So   |
| ---- | ---- | ---- | ---- | ---- | ---- | ---- | ---- |
| 9    |      |      |      |      |      | 1    | 2    |
| 10   | 3    | 4    | 5    | 6    | 7    | 8    | 9    |
| 11   | 10   | 11   | 12   | 13   | 14   | 15   | 16   |
| 12   | 17   | 18   | 19   | 20   | 21   | 22   | 23   |
| 1    | 24   | 25   | 26   | 27   | 28   | 29   | 30   |
| 14   | 31   |      |      |      |      |      |      |

| April | April | April | April | April | April | April | April |
| Kw    | Mo    | Di    | Mi    | Do    | Fr    | Sa    | So    |
| ----- | ----- | ----- | ----- | ----- | ----- | ----- | ----- |
| 14    |       | 1     | 2     | 3     | 4     | 5     | 6     |
| 15    | 7     | 8     | 9     | 10    | 11    | 12    | 13    |
| 16    | 14    | 15    | 16    | 17    | 18    | 19    | 20    |
| 17    | 21    | 22    | 23    | 24    | 25    | 26    | 27    |
| 18    | 28    | 29    | 30    |       |       |       |       |

| Mai | Mai | Mai | Mai | Mai | Mai | Mai | Mai |
| Kw  | Mo  | Di  | Mi  | Do  | Fr  | Sa  | So  |
| --- | --- | --- | --- | --- | --- | --- | --- |
| 18  |     |     |     | 1   | 2   | 3   | 4   |
| 19  | 5   | 6   | 7   | 8   | 9   | 10  | 11  |
| 20  | 12  | 13  | 14  | 15  | 16  | 17  | 18  |
| 21  | 19  | 20  | 21  | 22  | 23  | 24  | 25  |
| 22  | 26  | 27  | 28  | 29  | 30  | 31  |     |

| Juni | Juni | Juni | Juni | Juni | Juni | Juni | Juni |
| Kw   | Mo   | Di   | Mi   | Do   | Fr   | Sa   | So   |
| ---- | ---- | ---- | ---- | ---- | ---- | ---- | ---- |
| 22   |      |      |      |      |      |      | 1    |
| 23   | 2    | 3    | 4    | 5    | 6    | 7    | 8    |
| 24   | 9    | 10   | 11   | 12   | 13   | 14   | 15   |
| 25   | 16   | 17   | 18   | 19   | 20   | 21   | 22   |
| 26   | 23   | 24   | 25   | 26   | 27   | 28   | 29   |
| 27   | 30   |      |      |      |      |      |      |

| Juli | Juli | Juli | Juli | Juli | Juli | Juli | Juli |
| Kw   | Mo   | Di   | Mi   | Do   | Fr   | Sa   | So   |
| ---- | ---- | ---- | ---- | ---- | ---- | ---- | ---- |
| 27   |      | 1    | 2    | 3    | 4    | 5    | 6    |
| 2    | 7    | 8    | 9    | 10   | 11   | 12   | 13   |
| 29   | 14   | 15   | 16   | 17   | 18   | 19   | 20   |
| 30   | 21   | 22   | 23   | 24   | 25   | 26   | 27   |
| 31   | 28   | 29   | 30   | 31   |      |      |      |

| August | August | August | August | August | August | August | August |
| Kw     | Mo     | Di     | Mi     | Do     | Fr     | Sa     | So     |
| ------ | ------ | ------ | ------ | ------ | ------ | ------ | ------ |
| 31     |        |        |        |        | 1      | 2      | 3      |
| 32     | 4      | 5      | 6      | 7      | 8      | 9      | 10     |
| 33     | 11     | 12     | 13     | 14     | 15     | 16     | 17     |
| 34     | 18     | 19     | 20     | 21     | 22     | 23     | 24     |
| 35     | 25     | 26     | 27     | 28     | 29     | 30     | 31     |

| September | September | September | September | September | September | September | September |
| Kw        | Mo        | Di        | Mi        | Do        | Fr        | Sa        | So        |
| --------- | --------- | --------- | --------- | --------- | --------- | --------- | --------- |
| 36        | 1         | 2         | 3         | 4         | 5         | 6         | 7         |
| 37        | 8         | 9         | 10        | 11        | 12        | 13        | 14        |
| 38        | 15        | 16        | 17        | 18        | 19        | 20        | 21        |
| 39        | 22        | 23        | 24        | 25        | 26        | 27        | 28        |
| 40        | 29        | 30        |           |           |           |           |           |

| Oktober | Oktober | Oktober | Oktober | Oktober | Oktober | Oktober | Oktober |
| Kw      | Mo      | Di      | Mi      | Do      | Fr      | Sa      | So      |
| ------- | ------- | ------- | ------- | ------- | ------- | ------- | ------- |
| 40      |         |         | 1       | 2       | 3       | 4       | 5       |
| 41      | 6       | 7       | 8       | 9       | 10      | 11      | 12      |
| 42      | 13      | 14      | 15      | 16      | 17      | 18      | 19      |
| 43      | 20      | 21      | 22      | 23      | 24      | 25      | 26      |
| 44      | 27      | 28      | 29      | 30      | 31      |         |         |

| November | November | November | November | November | November | November | November |
| Kw       | Mo       | Di       | Mi       | Do       | Fr       | Sa       | So       |
| -------- | -------- | -------- | -------- | -------- | -------- | -------- | -------- |
| 44       |          |          |          |          |          | 1        | 2        |
| 45       | 3        | 4        | 5        | 6        | 7        | 8        | 9        |
| 46       | 10       | 11       | 12       | 13       | 14       | 15       | 16       |
| 47       | 17       | 18       | 19       | 20       | 21       | 22       | 23       |
| 48       | 24       | 25       | 26       | 27       | 28       | 29       | 30       |

| Dezember | Dezember | Dezember | Dezember | Dezember | Dezember | Dezember | Dezember |
| Kw       | Mo       | Di       | Mi       | Do       | Fr       | Sa       | So       |
| -------- | -------- | -------- | -------- | -------- | -------- | -------- | -------- |
| 49       | 1        | 2        | 3        | 4        | 5        | 6        | 7        |
| 50       | 8        | 9        | 10       | 11       | 12       | 13       | 14       |
| 51       | 15       | 16       | 17       | 18       | 19       | 20       | 21       |
| 52       | 22       | 23       | 24       | 25       | 26       | 27       | 28       |
| 1        | 29       | 30       | 31       |          |          |          |          |

## Ereignisse

### Politik und Weltgeschehen

#### Europäische Kolonialpolitik
In der Bulle Romanus Pontifex vom 8. Januar überträgt Papst Nikolaus V. König Alfons V. von Portugal sowie dem Infanten Heinrich dem Seefahrer und ihren Nachkommen das Handelsmonopol und alleinige Schifffahrtsrecht für Reisen entlang der westafrikanische Küste nach Ostasien und das Recht, die auf dem Weg befindlichen Länder der Sarazenen und Ungläubigen in Besitz zu nehmen und ihre Bewohner zu beherrschen und in die Sklaverei zu führen. König Alfonso V. lässt am 5. Oktober in der Kathedrale von Lissabon den Vertretern aller ausländischen Handelsgruppen die Bulle feierlich vorlesen.

#### Afrika
22. März: Alvise Cadamosto bricht am 22. März vom Kap Saint-Vincent zu seiner ersten Reise nach Guinea auf. Seine Route führt ihn zunächst nach Madeira und zu den Kanarischen Inseln, bevor er über das Cap Blanc die Mündung des Senegal erreicht.
Dort trifft er den genuesischen Seefahrer Antoniotto Usodimare. In einem Brief vom 12. Dezember berichtet Usodimare, dass er den Gambia-Fluss hinaufgereist sei, um Gold und Perlen zu suchen. Aufgrund der feindlichen Haltung der einheimischen Fischer musste er jedoch umkehren.
70 Meilen weiter traf Usodimare auf einen afrikanischen Prinzen. In seinem Schreiben fügte er hinzu, dass die Grenze zum sagenumwobenen Reich des Priesterkönigs Johannes nur 300 Meilen entfernt sei.
Usodimare stieß auf einen Mann, den er für einen Nachfahren der Matrosen der verschollenen Expedition der Brüder Vandino und Ugolino Vivaldi hielt. Diese Annahme wird jedoch von Historikern als stark übertrieben oder falsch eingeschätzt.
- Italienische Seefahrer suchen am Fluss Gambia in Westafrika für Portugal nach Gold und Elfenbein.

#### Rosenkriege in England
- 22. Mai: Mit der Schlacht von St Albans beginnen in England die Rosenkriege zwischen dem Haus York und dem Haus Lancaster, die mit Unterbrechungen bis 1487 um den englischen Thron geführt werden. Richard Plantagenet, 3. Duke of York, und sein Neffe und Alliierter Richard Neville, 16. Earl of Warwick, schlagen die Lancastrianer unter Edmund Beaufort, 1. Duke of Somerset, der in der Schlacht getötet wird. Plantagenet nimmt König Heinrich VI. gefangen und macht sich selbst zum Lord High Constable von England.

#### Heiliges Römisches Reich
- 8. Juli: Kunz von Kaufungen entführt beim Altenburger Prinzenraub die 14- und 11-jährigen Prinzen Ernst und Albrecht von Sachsen. Durch die Entführung will Kunz Kurfürst Friedrich den Sanftmütigen von Sachsen zwingen, seine Forderungen nach Entschädigung für seine verloren gegangenen Ländereien zu erfüllen. Stattdessen wird er in Freiberg vor dem Gericht der Berggeschworenen wegen Landfriedensbruch angeklagt. In der Verhandlung beruft er sich zwar auf seine gerechtfertigte Forderung und auf den Fehdebrief, der nach damaligem Recht den Landfrieden außer Kraft setzt, jedoch ging dieser Fehdebrief erst am Tag nach der Entführung auf Schloss Altenburg ein. Am 13. Juli wird Kauffungen für schuldig befunden und zum Tode verurteilt. Am darauffolgenden Tag wird er gemeinsam mit einigen seiner Helfer auf dem Freiberger Obermarkt enthauptet.
- Kurfürst Friedrich der Sanftmütige und seine Frau Margaretha unternehmen am 15. Juli eine Wallfahrt zur Stiftskirche nach Ebersdorf, um für die Rettung ihrer Kinder ein feierliches Dankopfer zu bringen. Margaretha stiftet einen Altar und Friedrich initiiert die Übertragung des Klosters in Neukirchen/Pleiße an die Karthäuser.

#### Weitere Ereignisse in Europa
- 7. November: Im Notre Dame de Paris wird der Prozess gegen Jeanne d’Arc erneut aufgerollt, was im folgenden Jahr zu ihrer Rehabilitation durch die Römische Kurie führen wird. Der französische König Karl VII. will, nachdem der Hundertjährige Krieg weitgehend zugunsten Frankreichs ausgegangen ist, seine Position stärken und der anhaltenden Kritik wegen des Todesurteils gegen die immer noch populäre Jeanne d’Arc ein Ende setzen.
- In Siena verstärkt ein exekutiver Magistrat, die balia, die Verwaltung, der unabhängig von den Prioren oder dem Konsistorium handelt. Bis dahin war er lediglich ein provisorisches Komitee, das letzterem anhing. Von nun an hat die balia die oberste Rechtsprechung in allen Angelegenheiten des Staates, obwohl sie immer, bis zum Fall der Republik, nominell den Charakter eines außerordentlichen Magistrats bewahrt.

#### Asien
- Die Oiraten beseitigen Khan Esen Taiji.
- Im Jemen endet die turkstämmige Dynastie der Rasuliden.

#### Amerika
- Moctezuma I., Herrscher der Azteken in Tenochtitlan,  erringt einen entscheidenden Sieg über die Huaxteken. In Tenochtitlan wird der Tempel an der Spitze der großen aztekischen Pyramide eingeweiht. Zu diesem Anlass werden gefangene Huaxteken als erste Opfer dargebracht.

### Wissenschaft und Kultur
- Im Kloster Hersfeld wird der Codex Hersfeldensis an den Gelehrten Enoch von Ascoli verkauft, der sie nach Italien bringt. Darin sind mehrere Werke des römischen Historikers Tacitus, wie zum Beispiel die Germania, überliefert.
- Konrad Bollstatter beginnt mit der Arbeit am Codex Palatinus germanicus 4.

### Religion

#### Konklave 1455

Wappen Kalixts III. aus dem Ingeram-Codex, um 1459

Nach dem Tod von Papst Nikolaus V. am 24. März in Rom stehen sich im Konklave, das am 4. April des Jahres beginnt (und an dem 15 Kardinäle teilnehmen – so wenige werden es nie mehr sein), die Fraktionen der Colonna und der Orsini gegenüber. Doch keine der beiden Seiten ist imstande, ihren Favoriten durchzusetzen. Der zunächst als Kompromisskandidat eingeführte Kardinal Bessarion scheitert, damit schlägt die Stunde des mittlerweile 77-jährigen Katalanen Alonso de Borja. Alt und von untadeligem Ruf, dazu ein versierter Jurist, scheint der Kardinal von Valencia keine ernsthafte Bedrohung der herrschenden Interessenlage. Am 8. April wird er zum Papst gewählt und nimmt den Namen Calixt III. an. Eine seiner ersten Handlungen ist die Heiligsprechung des Dominikanerpaters Vinzenz Ferrer, der ihm um 1410 die Papstwürde vorhergesagt hat.

#### Klostergründungen
- Herzog Albrecht III. von Bayern-München gründet das Benediktinerkloster Andechs auf dem Heiligen Berg zu Andechs.

## Geboren

### Erstes Halbjahr
- 09. Januar: Wilhelm, Herzog von Jülich und Berg († 1511)
- 25. Januar: Albrecht von Baden, badischer Markgraf († 1488)

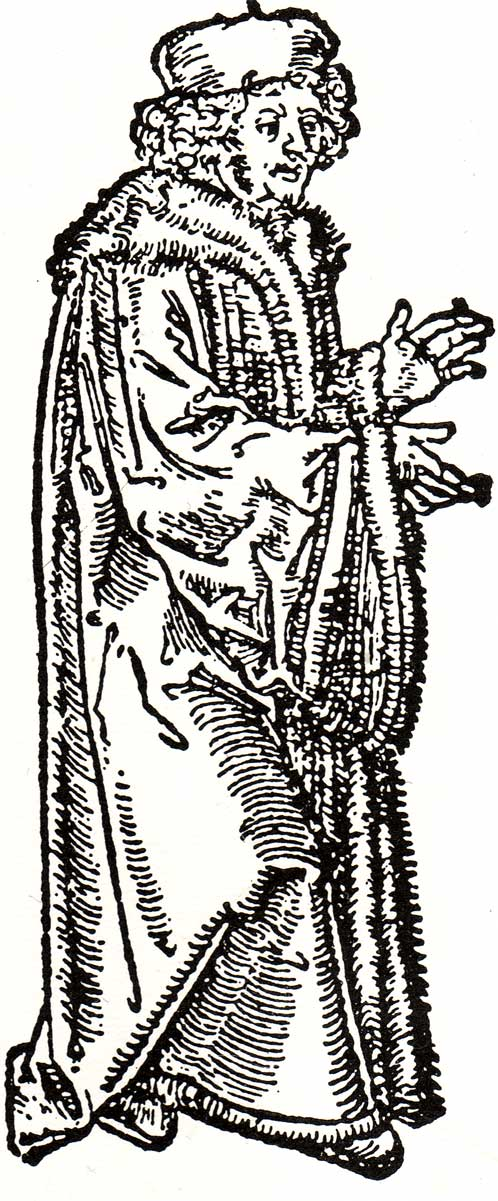
Johannes Reuchlin

- 29. Januar: Johannes Reuchlin, deutscher Philosoph und Humanist († 1522)
- 03. März: Ascanio Sforza, Erzbischof von Eger und Kardinal († 1505)
- 15. März: Pietro Accolti, Bischof von Ancona und Kardinal († 1532)
- 17. April: Andrea Gritti, 77. Doge von Venedig († 1538)
- 03. Mai: Johann II., König von Portugal († 1495)
- 05. Juni: Johann I., König von Dänemark, Norwegen und Schweden sowie Herzog von Schleswig und Holstein († 1513)

### Zweites Halbjahr
- 02. August: Johann Cicero, Kurfürst von Brandenburg († 1499)
- 14. August: Johann von Dalberg, Bischof von Worms und Kanzler der Universität Heidelberg († 1503)
- 15. August: Georg der Reiche, Herzog von Bayern-Landshut († 1503)
- 03. September: Andries Boelens, Bürgermeister und Regent von Amsterdam († 1519)
- 04. September: Henry Stafford, 2. Duke of Buckingham, englischer Adliger († 1483)
- 29. September: Gabriel von Eyb, Fürstbischof von Eichstätt († 1535)
- 09. November: Johann V., Graf von Nassau-Dillenburg († 1516)
- 000Dezember: Barbara Gonzaga, Herzogin von Württemberg († 1503)

### Genaues Geburtsdatum unbekannt
- Nils Henriksson, norwegischer Adliger und Großgrundbesitzer († 1512)
- Gjon Kastrioti II., albanischer Fürst und Graf im Königreich Neapel († 1514)
- Giovanni Antonio Pilacorte, italienischer Bildhauer der Renaissance († 1531)

### Geboren um 1455
- Jacob Barbireau, belgischer Komponist († 1491)
- Johannes Ghiselin, frankoflämischer Komponist und Sänger († zwischen 1507 und 1511)
- Hans Grüninger, deutscher Buchdrucker und Verleger († 1533)
- Tullio Lombardo, italienischer Bildhauer und Architekt der Frührenaissance († 1532)
- Nicolaus Marschalk, deutscher Rechtswissenschaftler, Humanist und Historiker († 1525)
- William Herbert, 2. Earl of Pembroke, englischer Adeliger († 1490)
- Martin Pollich, deutscher Philosoph, Mediziner, Theologe und Gründungsrektor der Universität Wittenberg († 1513)
- Antonio da Sangallo der Ältere, italienischer Architekt und Festungsbauer († 1534)
- Johann Schönsperger, deutscher Buchdrucker und Händlerverleger († 1521)
- Bartholomäus Zeitblom, deutscher Maler der Spätgotik († 1518)

## Gestorben

### Todesdatum gesichert
- 16. Januar: Heinrich V. Blumentrost, Abt des Zisterzienserklosters in Ebrach
- 13. Februar: Thomas Hoo, 1. Baron Hoo, englischer Adeliger und Höfling (* um 1396)
- 18. Februar: Fra Angelico, italienischer Dominikaner und Maler der Frührenaissance (* 1387)
- 15. März: Botho der Ältere zu Stolberg, Graf von Stolberg und Graf von Wernigerode (* um 1375)

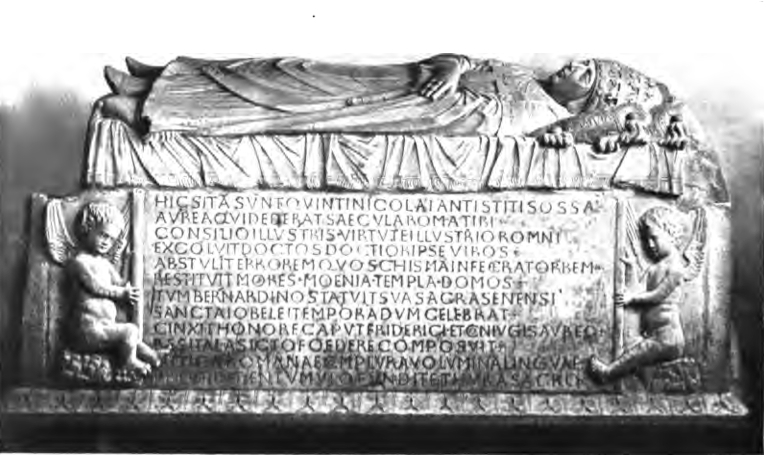
Grabmal Nikolaus V.

- 24. März: Rudolf von Diepholz, Bischof von Utrecht (* um 1400)
- 24. März: Tommaso Parentucelli, unter dem Namen Nikolaus V. Papst (* 1397)
- 01. April: Zbigniew Oleśnicki, Bischof von Krakau, Kardinal, Diplomat, Herzog von Siewierz sowie Regent von Polen (* 1389)
- 01. April: Gottfried IV. Schenk von Limpurg, Fürstbischof von Würzburg (* 1404)
- 01. Mai: Archibald Douglas, Earl of Moray, schottischer Adliger (* um 1426)
- 22. Mai: Edmund Beaufort, 1. Duke of Somerset, englischer Edelmann (* 1405)
- 22. Mai: Henry Percy, 2. Earl of Northumberland, englischer Edelmann (* um 1393)
- 30. Juni: Dorino I. Gattilusio, Archon von Lesbos (* um 1395)
- 14. Juli: Kunz von Kauffungen, sächsischer Adliger, Initiator des Altenburger Prinzenraubes (* um 1410)
- 28. Juli: Johannes von Deher, Bischof von Lebus
- 01. August: Jakob Bramstede, Lübecker Kaufmann, Ratsherr und Befehlshaber der Flotte (* vor 1398)
- 03. September: Alonso Fernández de Madrigal, Bischof von Ávila (* 1400/10)
- 01. Dezember: Lorenzo Ghiberti, italienischer Goldschmied, Erzgießer und Bildhauer (* um 1387)
- 02. Dezember: Isabel von Portugal, Königin von Portugal (* 1432)

### Genaues Todesdatum unbekannt
- Ludwig von Ast, kurpfälzischer Kanzler (* um 1400)
- Bernhard, Herzog von Oppeln und Falkenberg (* 1374/78)
- Esen Tayishi, mongolischer Anführer der Choros (* vor 1439)